# Viking Award
Viking Award (pol. Nagroda Wiking) – nagroda przyznawana corocznie najbardziej wartościowemu szwedzkiemu hokeiście, występującemu w północnoamerykańskich rozgrywkach NHL. 
Nazwa trofeum pochodzi od wikingów – skandynawskich wojowników.
Wyróżnienie jest przyznawane od 1976 roku. Dotychczas najwięcej razy otrzymał je Mats Sundin - cztery razy, zaś Erik Karlsson, Henrik Zetterberg, Peter Forsberg, Markus Näslund i Börje Salming po trzy razy.
Wyboru laureata dokonują szwedzcy hokeiści aktualnie występujący w zespołach NHL bądź stowarzyszonych z nimi klubami farmerskimi.

## Nagrodzeni
| Sezon     | Zawodnik                                         | Klub                                             |
| --------- | ------------------------------------------------ | ------------------------------------------------ |
| 1975/1976 | Börje Salming                                    | Toronto Maple Leafs                              |
| 1976/1977 | Börje Salming                                    | Toronto Maple Leafs                              |
| 1977/1978 | Ulf Nilsson                                      | Winnipeg Jets                                    |
| 1978/1979 | Börje Salming                                    | Toronto Maple Leafs                              |
| 1979/1980 | Anders Hedberg                                   | New York Rangers                                 |
| 1980/1981 | Kent Nilsson                                     | Calgary Flames                                   |
| 1981/1982 | Thomas Gradin                                    | Vancouver Canucks                                |
| 1982/1983 | Pelle Lindbergh                                  | Philadelphia Flyers                              |
| 1983/1984 | Patrik Sundström                                 | Vancouver Canucks                                |
| 1984/1985 | Mats Näslund                                     | Montreal Canadiens                               |
| 1985/1986 | Mats Näslund                                     | Montreal Canadiens                               |
| 1986/1987 | Tomas Sandström                                  | New York Rangers                                 |
| 1987/1988 | Håkan Loob                                       | Calgary Flames                                   |
| 1988/1989 | Patrik Sundström                                 | New Jersey Devils                                |
| 1989/1990 | Thomas Steen                                     | Winnipeg Jets                                    |
| 1990/1991 | Tomas Sandström                                  | Los Angeles Kings                                |
| 1991/1992 | Calle Johansson                                  | Washington Capitals                              |
| 1992/1993 | Mats Sundin                                      | Quebec Nordiques                                 |
| 1993/1994 | Mats Sundin                                      | Quebec Nordiques                                 |
| 1994/1995 | Mikael Renberg                                   | Philadelphia Flyers                              |
| 1995/1996 | Peter Forsberg                                   | Colorado Avalanche                               |
| 1996/1997 | Mats Sundin                                      | Toronto Maple Leafs                              |
| 1997/1998 | Peter Forsberg                                   | Colorado Avalanche                               |
| 1998/1999 | Peter Forsberg                                   | Colorado Avalanche                               |
| 1999/2000 | Nicklas Lidström                                 | Detroit Red Wings                                |
| 2000/2001 | Markus Näslund                                   | Vancouver Canucks                                |
| 2001/2002 | Mats Sundin                                      | Toronto Maple Leafs                              |
| 2002/2003 | Markus Näslund                                   | Vancouver Canucks                                |
| 2003/2004 | Markus Näslund                                   | Vancouver Canucks                                |
| 2004/2005 | Nie przyznano z powodu lokautu                   | Nie przyznano z powodu lokautu                   |
| 2005/2006 | Nicklas Lidström                                 | Detroit Red Wings                                |
| 2006/2007 | Henrik Zetterberg                                | Detroit Red Wings                                |
| 2007/2008 | Henrik Zetterberg                                | Detroit Red Wings                                |
| 2008/2009 | Nicklas Bäckström                                | Washington Capitals                              |
| 2009/2010 | Henrik Sedin                                     | Vancouver Canucks                                |
| 2010/2011 | Daniel Sedin                                     | Vancouver Canucks                                |
| 2011/2012 | Erik Karlsson                                    | Ottawa Senators                                  |
| 2012/2013 | Henrik Zetterberg                                | Detroit Red Wings                                |
| 2013/2014 | Alexander Steen                                  | St. Louis Blues                                  |
| 2014/2015 | Nicklas Bäckström                                | Washington Capitals                              |
| 2015/2016 | Erik Karlsson                                    | Ottawa Senators                                  |
| 2016/2017 | Erik Karlsson                                    | Ottawa Senators                                  |
| 2017/2018 | William Karlsson                                 | Vegas Golden Knights                             |
| 2018/2019 | Elias Lindholm                                   | Calgary Flames                                   |
| 2019/2020 | Z powodu pandemii COVID-19 nie przyznano nagrody | Z powodu pandemii COVID-19 nie przyznano nagrody |
| 2020/2021 | Nie przyznano nagrody                            | Nie przyznano nagrody                            |